# 日和佐うみがめ博物館カレッタ

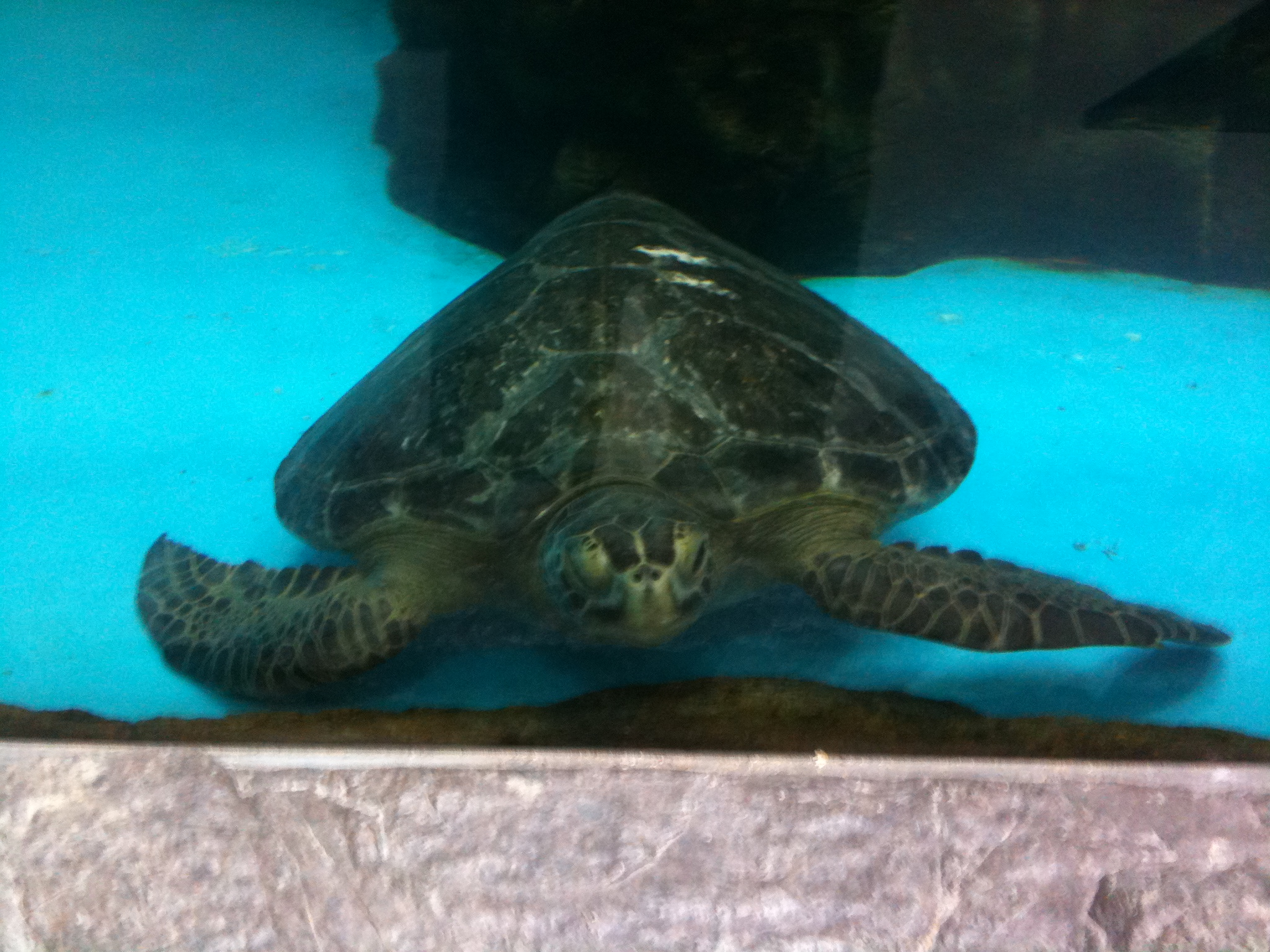
飼育されているウミガメ

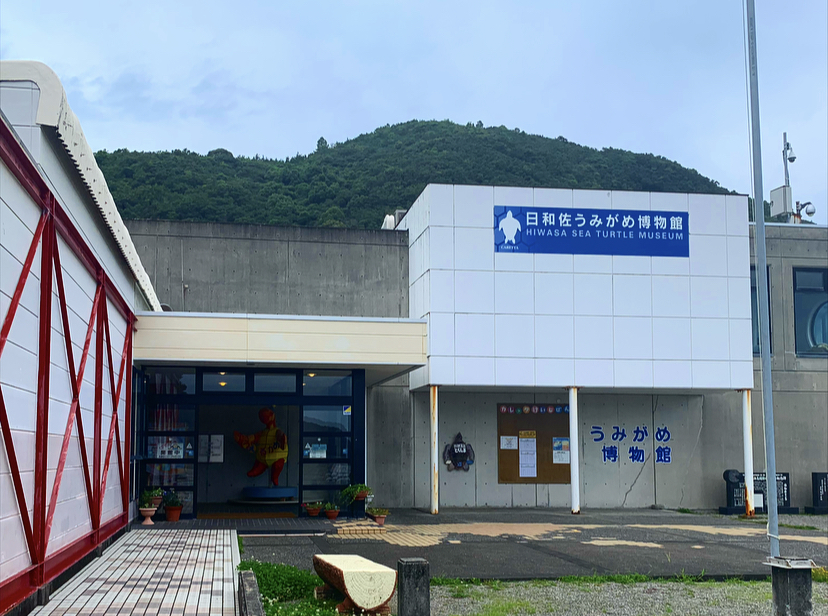
リニューアル前（2021年）

日和佐うみがめ博物館カレッタ（ひわさうみがめはくぶつかんカレッタ）は、徳島県海部郡美波町にあるウミガメに関する博物館。「自然と人間の共存」をテーマにしている。館名の「カレッタ」はアカウミガメの学名に由来する。世界でも珍しいとされるウミガメの博物館である。

## 概要
室戸阿南海岸国定公園の中央部に位置する大浜海岸の隣接地にウミガメ研究保護の拠点として、1985年（昭和60年）8月4日にオープンした。
施設と展示物の老朽化のため2023年（令和5年）6月から休館。2025年（令和7年）7月19日に再オープンした。
1階は、世界のウミガメの剥製や亀の進化の過程などを展示。2階はうみがめクイズや120インチのハイビジョンシアターによるウミガメの学習など。屋外の水槽では体長1メートルを超えるウミガメを飼育している。
年齢の明らかな飼育個体としての世界記録である、1950年（昭和25年）生まれの個体「浜太郎」（平成22年3月命名）を飼育している。

## 基礎データ

### 観覧時間・休館日
- 9:00 - 17:00
- 月曜日休館（祝日の場合は翌日休）
- 12月29日 - 12月31日は休館。

### 入場料金
- 大人 - 610円
- 中高生 - 500円
- 小学生 - 300円
- 幼児無料
- 30人以上の団体であれば割引。

## アクセス
- JR牟岐線 日和佐駅から徒歩約20分。

## ロケ地
- NHK朝の連続テレビ小説『ウェルかめ』の舞台の1つとなった。ドラマでは「ウミガメ館」とされていた。

## 周辺
- 大浜海岸
- 日和佐城
- 薬王寺 (徳島県美波町)